# Ahrenviöler Südermoor
Das Ahrenviöler Südermoor ist ein Naturschutzgebiet in der schleswig-holsteinischen Gemeinde Ahrenviöl im Kreis Nordfriesland
Das gut 7 Hektar große Naturschutzgebiet ist unter der Nummer 82 in das Verzeichnis der Naturschutzgebiete des Ministeriums für Energiewende, Landwirtschaft, Umwelt, Natur und Digitalisierung eingetragen. Es wurde 1972 ausgewiesen (Datum der Verordnung: 2. Dezember 1972). Zuständige untere Naturschutzbehörde ist der Kreis Nordfriesland.
Das Naturschutzgebiet liegt nordöstlich von Husum zwischen Wester-Ohrstedt und Ahrenviöl. Es stellt ein Hochmoorgebiet unter Schutz, in dem bis in die 1960er-Jahre Torf abgebaut wurde. Teilflächen sind wiedervernässt. Die Moorflächen sind teilweise bewaldet. Andere Bereiche des Schutzgebietes werden von Gehölzen freigehalten, damit sich typische Moorvegetation wie Torfmoose, Wollgräser, Rosmarinheide, Gagelstrauch und andere wieder ansiedeln und ausbreiten können. Das Naturschutzgebiet beherbergt Vorkommen des Königsfarns. Das Moor entwässert zur Imme, einem Nebenfluss der Arlau. Die Imme fließt südlich am Naturschutzgebiet vorbei.
Durch das Naturschutzgebiet verläuft ein Wanderweg, von dem aus das Gebiet erlebt werden kann. Es ist von landwirtschaftlichen Nutzflächen umgeben und wird vom Verein für Naturschutz und Landschaftspflege Mittleres Nordfriesland betreut.